# Милятичи
Милятичи (укр. Милятичі) — село в Солонковской сельской общине Львовского района Львовской области Украины.
Население по переписи 2001 года составляло 484 человека. Занимает площадь 1,43 км². Почтовый индекс — 81135. Телефонный код — 3230.

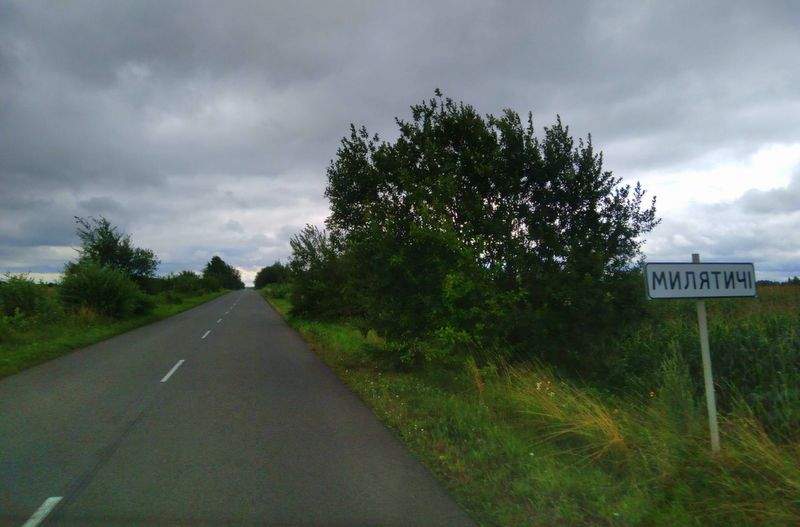